# NO WONDER
「NO WONDER」（ノー ワンダー）は、1986年5月21日に発売された松本典子の5枚目のシングル。

## 概要
表題曲「NO WONDER」は、KCBエースフル『サワーロイヤル』のCMイメージソングとして使用された。
B面曲「三枚の写真」は、1977年1月に発売された三木聖子の3枚目のシングルA面曲のカバー。1981年10月には石川ひとみが12枚目のシングルとしてカバーしている。

## 収録曲
1. NO WONDER
  - 作詞：沢ちひろ / 作曲：芹沢廣明 / 編曲：鷺巣詩郎
2. 三枚の写真
  - 作詞：松本隆 / 作曲：大野克夫 / 編曲：大村雅朗

## 参考資料
- 1985.03.21 松本典子 | アイドル・ポップ・データベース